# 高速輸送艦

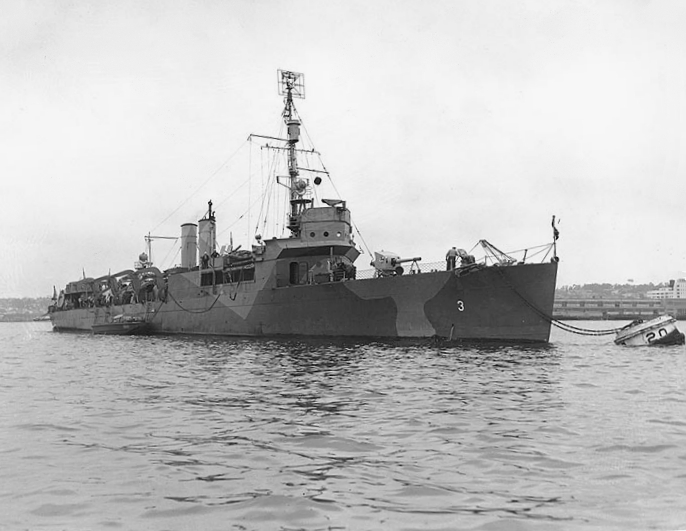
旧式駆逐艦改造の高速輸送艦グレゴリー（APD-3）

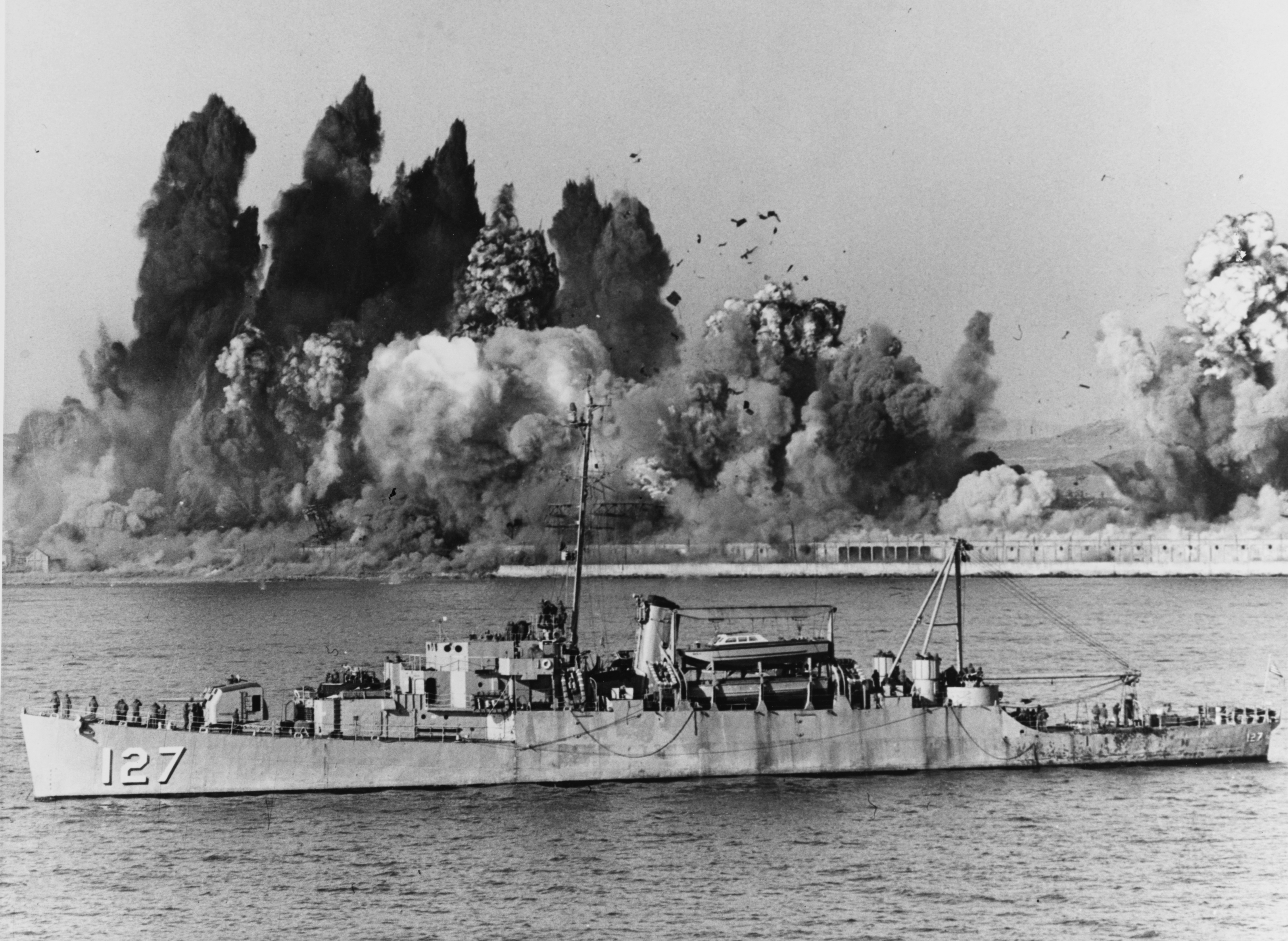
護衛駆逐艦改造の高速輸送艦ベゴー（APD-127）
朝鮮戦争の1950年12月、興南からの撤退時。背景は爆破される港湾施設

高速輸送艦（こうそくゆそうかん、英: High Speed Transports）とはアメリカ海軍が第二次世界大戦期から上陸作戦の支援任務に使用し始めた、駆逐艦または護衛駆逐艦を改装した輸送艦をいう。艦種記号は「APD」で、「AP」は輸送を、「D」は駆逐艦を意味する。

## 概要
高速輸送艦（APD）の任務は、海兵隊の侵攻部隊や、水中爆破チーム、陸軍のレンジャー部隊などの小規模特殊部隊を敵の支配する海岸に上陸させることであった。APDは中隊規模の部隊を輸送することができ、また必要に応じて沖合から支援の艦砲射撃を行うこともできた。
最初にAPDに改造されたのは第一次世界大戦当時の旧式な4本煙突・平甲板型の駆逐艦（DD）であり、1938年から改装の検討が開始された。最新装備を備えた新造の駆逐艦が艦隊に配備されるに伴い、これら旧式艦はその他の任務、たとえば水上機の整備、機雷敷設、掃海などに転用されたが、その一部は、現代戦における新たな任務である、完全装備の特殊上陸部隊を輸送する高速輸送艦に改造された。
旧式駆逐艦の高速輸送艦への転換に当たって、すべての魚雷発射管と2基のボイラーおよびそれに接続する煙突が取り除かれた。そしてそのスペースは4隻のLCPL（上陸用舟艇）とその操作機器、ならびに部隊の居住区および武器庫のために再利用された。特別攻撃隊の脅威に対抗するため、高速輸送艦は相応の武装（3インチ50口径砲（オリジナルの4インチ50口径砲を換装）3門および艦尾にボフォース 60口径40mm機関砲1挺とエリコンFF 20 mm 機関砲5挺）を備えていた。これらの増備と引き換えに4基の爆雷投射機と艦尾の爆雷庫が取り除かれた。
後期型のAPDは、新造された護衛駆逐艦（DE）であり、その半分以上は建造中に改造を受けた。このタイプは船体の中央部の部隊居住区と装備保管庫を拡大し、またブームクレーンの後部に4隻のLCVPを搭載していた。1969年1月1日、海軍に在籍していたAPDはすべてLPRに再分類された。

## 第二次世界大戦での行動

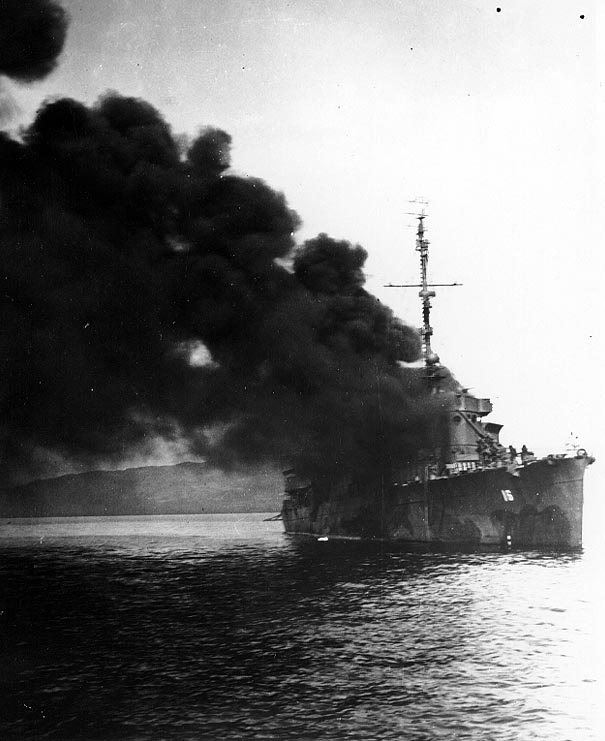
1944年12月5日、特攻により沈んだ高速輸送艦ワード(DD-139/APD-16) 。

ガダルカナル島の戦いにおいては、その他のすべての上陸作戦において勝利の決定要因となった制海権・制空権の確保を、日・米双方とも達成しておらず、その緊急補給のために、輸送艦と駆逐艦の機能をひとつに結合させた軍艦、すなわち高速輸送艦の大量投入が必須であった。高速輸送艦のコンセプトは、自分より小型の軍艦から身を守るのに十分な武装を持ち、また、自分より重武装の軍艦を上回る速力を持つことによって、地上部隊を輸送しうることであった。
高速輸送艦は、第二次世界大戦において最も骨の折れる仕事を遂行した。彼らは部隊を上陸地点まで運び、輸送船を護衛し、対潜作戦および海洋調査を行い、水中爆破部隊やコマンド部隊を運用し、また、乗客や郵便物を乗せて前線と後方を往復することにより連絡と輸送の任務をこなした。大戦末期のフィリピンの戦いや沖縄戦では、特別攻撃機対策として、通常の駆逐艦とレーダーピケット艦として運用された。日本軍はアメリカ軍のレーダーピケットラインを寸断するために、レーダーピケット艦を優先攻撃目標のひとつとしており、また出撃した特攻機も最初に接触するレーダーピケット艦を攻撃することが多く、高速輸送艦もその目標となった。特攻により、高速輸送艦4隻が沈没、20隻が損傷しうち3隻が再起不能の深刻な損傷で除籍されている。

## 艦級一覧
- マンリー級

旧式平甲板4本煙突型駆逐艦改造、32隻。APD-1 - 36。
- チャールズ・ローレンス級

バックレイ級護衛駆逐艦改造、43隻。APD-37 - 86。
- クロスレイ級

ラッデロウ級護衛駆逐艦改造、51隻。APD-87 - 139。

## 他国の類似艦船
ある程度の戦闘力を備えた高速小型の輸送艦という性格の艦艇は、アメリカ以外にも存在する。

### 日本
日本海軍では、旧式化した駆逐艦の一部を改装し「哨戒艇（第一号型哨戒艇、第三十一号型哨戒艇）」と称していたが、その多くには太平洋戦争開始直前に再度の改装が行われ、後部にスロープが設置されて陸戦隊上陸用の大発が搭載可能となっていた。大戦中盤以降の睦月型駆逐艦も、艦尾をスロープ状にして大発動艇運用能力を高めた艦があった。
より本格的なものとして1943年（昭和18年）に計画され昭和19年（1944年）以降就役した第一号型輸送艦がある。
このほか、ガダルカナル島の戦いにおいて日本海軍は、より大型の艦艇である水上機母艦を高速輸送艦的に運用している。

## 参考資料
- 『アメリカ揚陸艦史』（「世界の艦船」2007年1月増刊、海人社）
- ハンソン・ボールドウィン『勝利と敗北 第二次世界大戦の記録』木村忠雄（訳）、朝日新聞社、1967年。ASIN B000JA83Y6。
- 吉本貞昭『世界が語る神風特別攻撃隊 カミカゼはなぜ世界で尊敬されるのか』ハート出版、2012年。ISBN 4892959111。
- デニス・ウォーナー『ドキュメント神風』 上、時事通信社、1982a。ASIN B000J7NKMO。
- デニス・ウォーナー『ドキュメント神風』 下、時事通信社、1982b。ASIN B000J7NKMO。